# Christus von El Cubilete

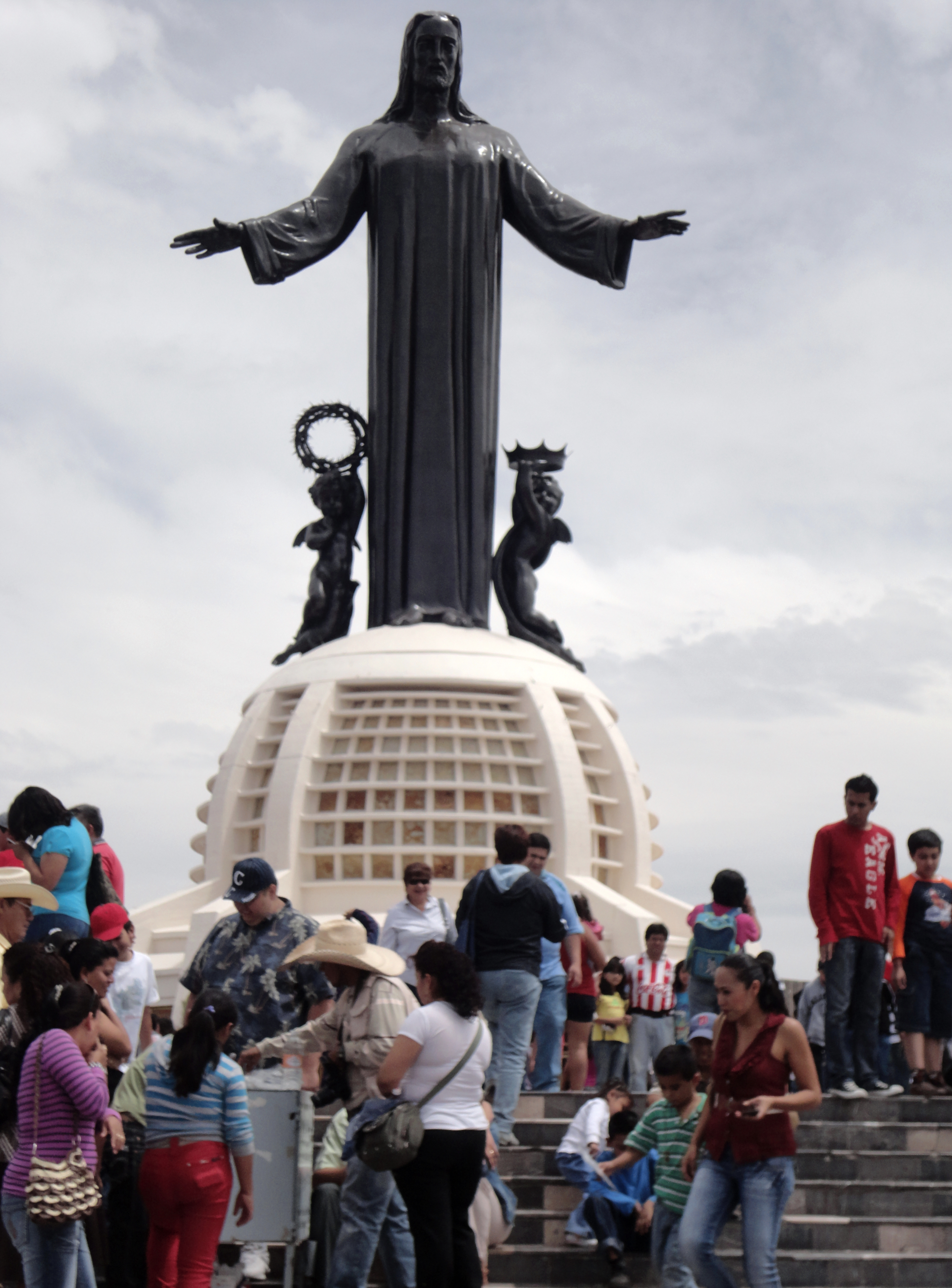
Die Christusstatue auf dem Cerro del Cubilete

Der Christus von El Cubilete (auch: Cristo de la Montaña) ist ein gut 20 Meter hohes Christusdenkmal auf dem Cerro del Cubilete (2579 m) in der Gemeinde Silao im Bundesstaat Guanajuato, Mexiko. Es wurde in den 1940er Jahren anstelle des früheren Denkmals aus den frühen Zwanziger Jahren erbaut. Die Vorgängerstatue wurde 1928 im Bürgerkrieg auf Befehl von Plutarco Elías Calles bombardiert und gesprengt. Vom Eingangsplatz hat man einen weiten Blick über das Tiefland von Guanajuato.

## Geografische Lage
Der Hügel bzw. Berg („cerro“) ist 42 Kilometer von der Stadt Guanajuato und etwa 20 Kilometer von Silao entfernt. Sein Gipfel liegt 2579 Meter über dem Meeresspiegel.

## Geschichte
Der Cerro del Cubilete gehörte zum Anwesen der Chichimequillas. Er war Eigentum des Rechtsanwaltes und Parlamentariers José Natividad Macías Castorena, der das Land, auf dem das Denkmal jetzt steht, der Kirche spendete. Natividad Macias, der verschiedene Positionen im Kabinett von Venustiano Carranza innehatte, wurde während der Revolution von der Fraktion der Obregonisten (vgl. General Álvaro Obregón) verfolgt und ins Exil gezwungen. In Silao wurde seine Beziehung mit dem Bischof und mit Valverde Tellez, dem Leiter des Baus des Denkmals, und sicherlich die Spende bekannt. Trotz des damals herrschenden staatlichen antireligiösen Radikalismus wurde die Idee zum Bau eines derartigen christlichen Denkmals weiter verfolgt.
Kurz danach zelebrierten der Bischof und Valverde Tellez auf dem Hügel die Messe und der von Maria Eleuterio Ferrer geförderte Priester legte eine Gedenktafel. Damals wurde die Idee konkret, der Stätte ein Bild des Heiligsten Herzens Jesu hinzuzufügen. Das Projekt wurde durch den Bischof genehmigt, der den Ort am 12. März 1920 besuchte, um den Grundstein zu legen. Im Oktober, während der Feierlichkeiten zum 25. Jahrestag der Krönung der Jungfrau von Guadalupe, beschloss das Bistum, eine noch größere monumentale Arbeit in Gang zu setzen. Am 11. Februar 1923 platzierte der apostolische Nuntius, Erzbischof Ernesto E. Filippi, den Grundstein, was zu seiner Ausweisung aus dem Land führte. Die Arbeiten an der Statue wurden von der Regierung von Plutarco Elias Calles untersagt, der dadurch seine Autorität in Frage gestellt sah. Am 30. Januar 1928 wurde das Gelände gesprengt.

## Das heutige Denkmal
Nach dem Ende des Cristero-Krieges verhandelte José Garibi y Rivera, der Erzbischof von Guadalajara, mit der Regierung von Manuel Ávila Camacho über die Rekonstruktion des Denkmals. Die Verhandlungen führten zum Ergebnis, dass der Bischof Valverde y Téllez am 11. Dezember 1944 den Grundstein legen konnte. Als der Bau 1948 in vollem Gange war, starb Bischof Valverde. Am 11. Dezember 1950 wurde das Bauwerk eingeweiht und von seinem Nachfolger im Amt gesegnet.
Das heutige Gebäude ist die Grundlage für die riesige Statue, die 20 Meter hoch ist und ein Gewicht von 80 Tonnen aufweist. Damit ist sie die weltweit größte Bronzestatue von Christus. Der mexikanische Bildhauer Fidias Elizondo verwendete keinen Beton oder Marmor, wie dies bei den vielen anderen Statuen der Fall ist. Das aktuelle Christus-König-Denkmal wurde von zwei mexikanischen Architekten, Nicolás Mariscal y Piña (Architekt) und José Carlos Ituarte González konzipiert. Sie begannen 1944 mit der Arbeit. Mariscal baute zuvor in Leon eine Seitenkapelle der Kathedrale von Leon (Guanajuato), González baute die Opfertempel des "Heiligen Herzens Jesu" (Sagrado Corazón de Jesús) ebenfalls in Leon. Bau- und Betriebsleiter der Konstruktion war der Ingenieur Carlos Perez Olvera. Das gesamte Gebäude wie auch das Bild Christi folgten dem damaligen Trend der Art déco. Diesen Stil kann man auf dem Boden, an der baulichen Gesamtstruktur und allen verwendeten Materialien erkennen. Im Innern, auf einer kreisförmigen, um drei Stufen erhöhten Plattform, steht der Altar; über ihm schwebt als Zeichen der Königsherrschaft ein großer Metallring, der den kreisförmigen Kuppelbau aus Ringen und Rippen betont. In den Zwischenräumen lassen Marmorplatten aus Cali das gefilterte Tageslicht ins Innere dringen.
Am Fuße der Statue des Christus-Königs befindet sich die moderne kugelförmige Basilika. Die Wallfahrtskirche kann das ganze Jahr über eine große Anzahl von Pilgern unterbringen, vor allem aber am 21. November, dem Fest des Cristo Rey. Die Statue und die beiden Engel auf der Betonhalbkugel symbolisieren die universelle Herrschaft Christi. Die Halbkugel ruht auf acht Betonsäulen, die die acht Kirchenprovinzen Mexikos repräsentieren. Die Engel, die zu Christi Füßen knien, reichen ihm zwei Kronen dar: die Dornenkrone des Martyriums und Krone des königlichen Ruhms.
Im März 2012 erinnerte Papst Benedikt XVI. an die antichristlichen Verfolgungen in Mexiko und den bewaffneten Widerstand der Cristeros, die von 1926 bis 1929 für die Freiheit der Kirche und der Religion kämpften.

## Der Christus in der Volkskultur
Die Wallfahrtskirche ist eine der meistbesuchten Kirchen Mexikos; beliebter sind lediglich die Basílica de Santa María de Guadalupe in der Nähe von Mexiko-Stadt und die Basílica de Nuestra Señora in San Juan de los Lagos im Bundesstaat Jalisco. 

José Alfredo Jiménez erwähnt Christus und den Berg in seinem Lied "Caminos de Guanajuato" (Die Straßen von Guanajuato).
Jeweils am 5. Januar wird im Hof der Kirche eine Messe gefeiert, wo sich tausend Reiter mit ihren Standarten aufstellen, um ihre Dörfer zu vertreten, ergänzt von einer Darstellung der Heiligen Drei Könige und des Jesuskindes. Außerdem wird die Stätte jeden ersten Sonntag im Oktober von Tausenden von Menschen vor allem aus den Städten León und San Luis Potosí besucht.
Um den beeindruckenden Ort zu erreichen, nimmt man die asphaltierte Straße, die rund um den Hügel führt, bis man auf einen großen Kreis trifft, der zugleich als Aussichtsplattform und Park dient.